# ŽNK Tratinčice Novo Virje
ŽNK Tratinčice je ženski nogometni klub iz Novog Virja.

## Povijest
Ženski nogometni klub Tratinčice osnovan je 1995. godine.  

## Poveznice
- Hrvatski nogometni savez

## Vanjske poveznice
- U Novom Virju igra se ženski nogomet, (u međumrežnoj pismohrani archive.org 4. ožujka 2016.)